# Ersekë
Ersekë è una frazione del comune di Kolonjë in Albania (prefettura di Coriza).
Fino alla riforma amministrativa del 2015 era comune autonomo, dopo la riforma è stato accorpato, insieme agli ex-comuni di Barmash, Çlirim, Leskovik, Mollas, Novoselë, Qendër Ersekë e Qendër Leskovik a costituire la municipalità di Kolonjë.
Di Ersekë è originaria la famiglia di James e John Belushi, nonché il petroliere Rezart Taçi.